# Chapulacris palmicola
Chapulacris palmicola är en insektsart som beskrevs av Marius Descamps 1975. Chapulacris palmicola ingår i släktet Chapulacris och familjen gräshoppor. Inga underarter finns listade i Catalogue of Life.